# Фабіан Джонсон
Фабіан Джонсон (англ. Fabian Johnson, нар. 11 грудня 1987, Мюнхен) — німецький і американський футболіст, захисник, відомий виступами за низку німецьких клубних команд та національну збірну США.

## Клубна кар'єра
Народився 11 грудня 1987 року в Мюнхені в родині американця і німкені. Вихованець юнацьких команд футбольних клубів «Спортфренде Мюнхен» та «Мюнхен 1860».
У дорослому футболі дебютував 2005 року виступами за другу команду «Мюнхен 1860», а з наступного року почав залучатися до матчів головної команди цього мюнхенського клубу, за яку відіграв три сезони. 
Протягом 2009—2011 років захищав кольори команди клубу «Вольфсбург». 2011 року уклав контракт з клубом «Гоффенгайм 1899», у складі якого провів наступні три роки своєї кар'єри гравця. 
До складу «Боруссії» (Менхенгладбах) приєднався 2014 року на правах вільного агента. Спочатку був серед регулярних гравців основного складу, згодом отримував дедалі менше ігрового часу. Загалом за шість сезонів взяв участь у 105 іграх Бундесліги. Влітку 2020 року залишив менхенгладбаську команду після завершення контракту.

## Виступи за збірні
2005 року дебютував у складі юнацької збірної Німеччини, взяв участь у 10 іграх на юнацькому рівні.
Протягом 2006–2009 років залучався до складу молодіжної збірної Німеччини. На молодіжному рівні зіграв у 10 офіційних матчах.
2011 року гравець, який має подвійне громадянство Німеччини та США, дебютував в офіційних матчах у складі національної збірної США. Наразі провів у формі головної команди країни 19 матчів.
У травні 2014 року був включений головним тренером збірної США Юргеном Клінсманном до заявки національної команди для участі у чемпіонаті світу 2014, де виходив на поле в усіх чотирьох іграх північноамериканців.

## Титули і досягнення
- Чемпіон Європи (U-21): 2009